# Chiril de Salonic

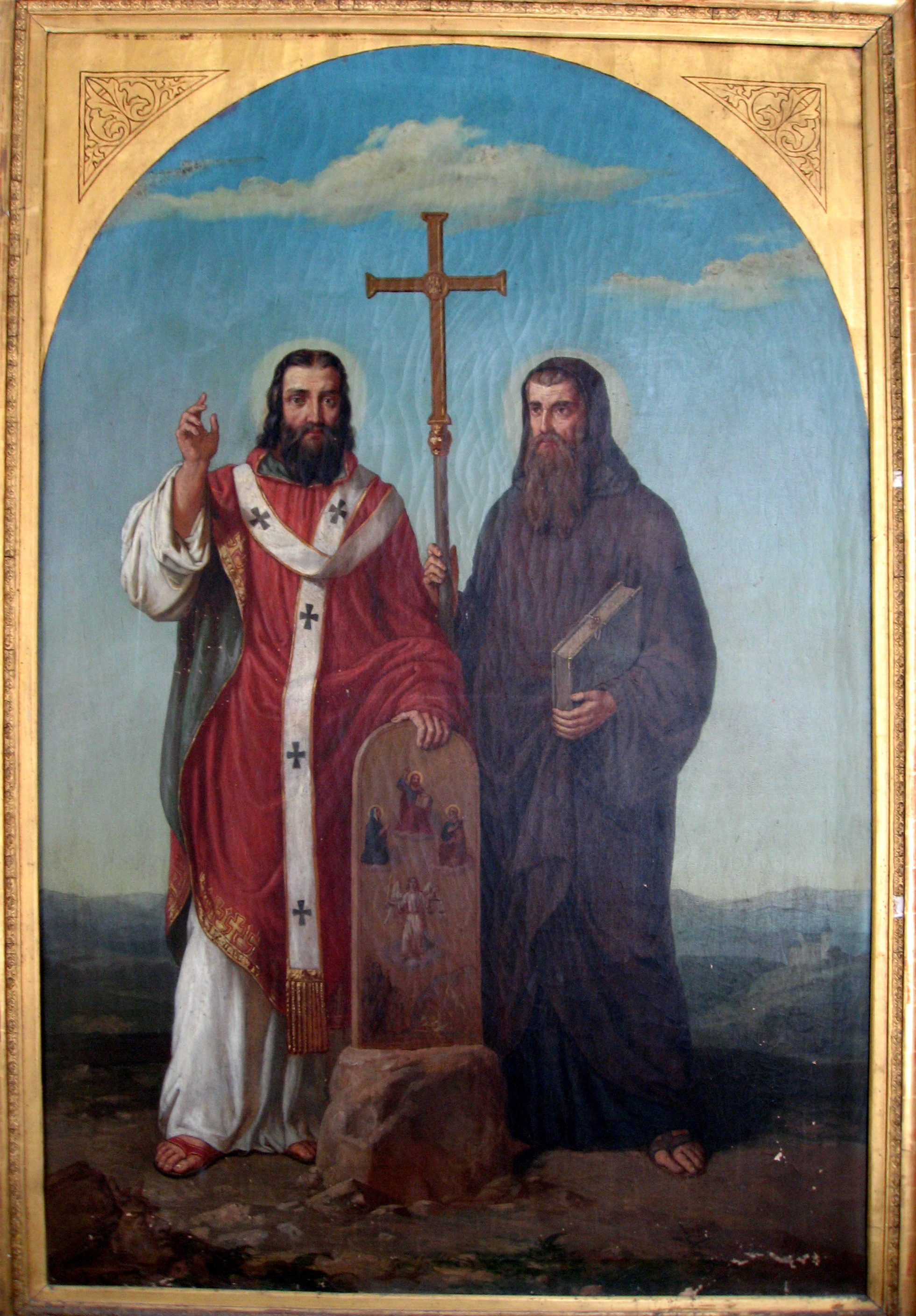
Sfintii Chiril (dreapta) și Metodiu (stânga).

Sfântul Chiril (Ciril) (n. 827, Salonic - d. 14 februarie 869, Roma) a fost călugăr și misionar de origine grecească, fratele lui Metodiu de Salonic. (Vezi și Sfinții Chiril și Metodiu).

## Viața
Sfântul Chiril s-a născut la Salonic, a făcut studii temeinice la Constantinopol. Împreună cu fratele său, sfântul Metodie, s-a dus în Moravia pentru a propovădui credința. Împreună au editat textele liturgice în limba slavonă, scrise în alfabetul care mai târziu a fost numit «chirilic». Introducerea limbii slavone în cult a întâmpinat rezistență din partea episcopilor apuseni, dar papa Adrian al II-lea a intervenit în favoarea lui Chiril și a lui Metodie. Fiind chemați la Roma, Chiril a murit acolo la 14 februarie 869, iar Metodie a fost sfințit episcop, apoi s-a dus în Panonia pe care a evanghelizat-o cu neobosită râvnă. Sfântul Metodie a avut mult de suferit din partea adversarilor, dar a fost sprijinit de pontifii romani.
Biblioteca Națională „Sfinții Chiril și Metodiu” de la Sofia a fost denumită în cinstea celor doi frați. Tot pentru a onora personalitățile lui Chiril și Metodiu, asteroidul descoperit pe 9 august 1978 de către astronomii sovietici L.I. Cernîh și N.C. Cernîh la Observatorul Astronomic Naucinîi din Crimeea a fost numit 2609 Kiril-Metodi.

## Sărbători
- 14 februarie: în calendarul romano-catolic
- 11 mai: în calendarul ortodox